# Charles Aznavour
Charles Aznavour (arménsky Շառլ Ազնավուր; 22. května 1924 Paříž – 1. října 2018 Mouriès) byl francouzský šansoniér arménského původu, zpěvák, písničkář, textař, herec, diplomat a podnikatel. Hrál nebo vystupoval v 60 filmech, složil přes 1 000 písní. Prodáno bylo přes 100 milionů hudebních nosičů.

## Životopis
Narodil se jako syn arménských uprchlíků Míši a Kédar Aznavurjanových, kteří uprchli před tureckou genocidou a usídlili se v Paříži asi rok před jeho narozením. Tatínek Michael vedl restauraci, maminka Knar zpívala po pařížských kabaretech, barech a šantánech. Rodina bydlela v malém bytě v chudší čtvrti, kde se krátce před druhou světovou válkou soustředil větší počet židovských uprchlíků. Mladý Charles spolu se svojí sestrou Aidou pomáhali svým rodičům v jejich riskantním počínání, kdy v Aznavourových bytě ukrývali až deset uprchlíků najednou. Některým z těchto skrývaných se dokonce podařilo uprchnout ze sběrného tábora v Drancy, byli hledáni gestapem, takže případné prozrazení by znamenalo rozsudek smrti nejen pro uprchlíky, ale i pro všechny ty, jenž jim poskytli pomoc. Tato činnost Aznavourových nebyla dlouho známa, ale vyšla najevo teprve při přípravě jedné knihy v Izraeli. Od izraelského prezidenta R. Rivlina dostal Charles Aznavour Medaili Raula Wallenberga.
Mladý Charles se na svoji divadelní a hudební dráhu připravoval v divadelních a baletních kurzech. První začátky své profesionální kariéry prodělal neúspěšně s pianistou Pierrem Rochem. Intenzivně pracoval pro Édith Piaf, které psal písňové texty i celé písničky, ta mu pak roce 1945 velice pomohla k prvnímu americkému a kanadskému turné. Roku 1950 se Charles definitivně osamostatnil, nejprve působil jako textař a písničkář, psal pro jiné známější zpěváky a šansoniéry. Teprve později začal zpívat sám. Jeho charakteristický hlas má své chraplavé zabarvení způsobené nedomykavostí hlasivek, na které si posluchači a kritika museli dost dlouho zvykat. Později se proslavil i jako velmi úspěšný filmový herec. Byl také velmi úspěšným podnikatelem, vlastnil velké hudební vydavatelství a koncertní agenturu.
Charles Aznavour je často označován za „francouzského Franka Sinatru“, často zpíval o lásce. Psal muzikály, kolem tisíce písniček, stovku desek a objevil se v šedesáti filmech. Jeho nejslavnější rolí je asi role ve filmu Střílejte na pianistu Francoise Truffauta. Aznavour zpíval v mnoha jazycích (samozřejmě francouzsky, pak anglicky, italsky, španělsky, německy, rusky, arménsky, portugalsky), což mu nakonec pomohlo dostat se až na jednu z nejslavnějších scén světa – newyorskou Carnegie Hall a na další přední špičkové scény po celém světě. Často uváděl píseň Que C'est Triste Venise, jejímž autorem je arménský hudebník 18. století Sayat Nova a Aznavour ji zpíval v několika jazykových mutacích: francouzsky, italsky (Com'è Triste Venezia), španělsky (Venecia Sin Ti), anglicky (How Sad Venice Can Be) a německy (Venedig im Grau).

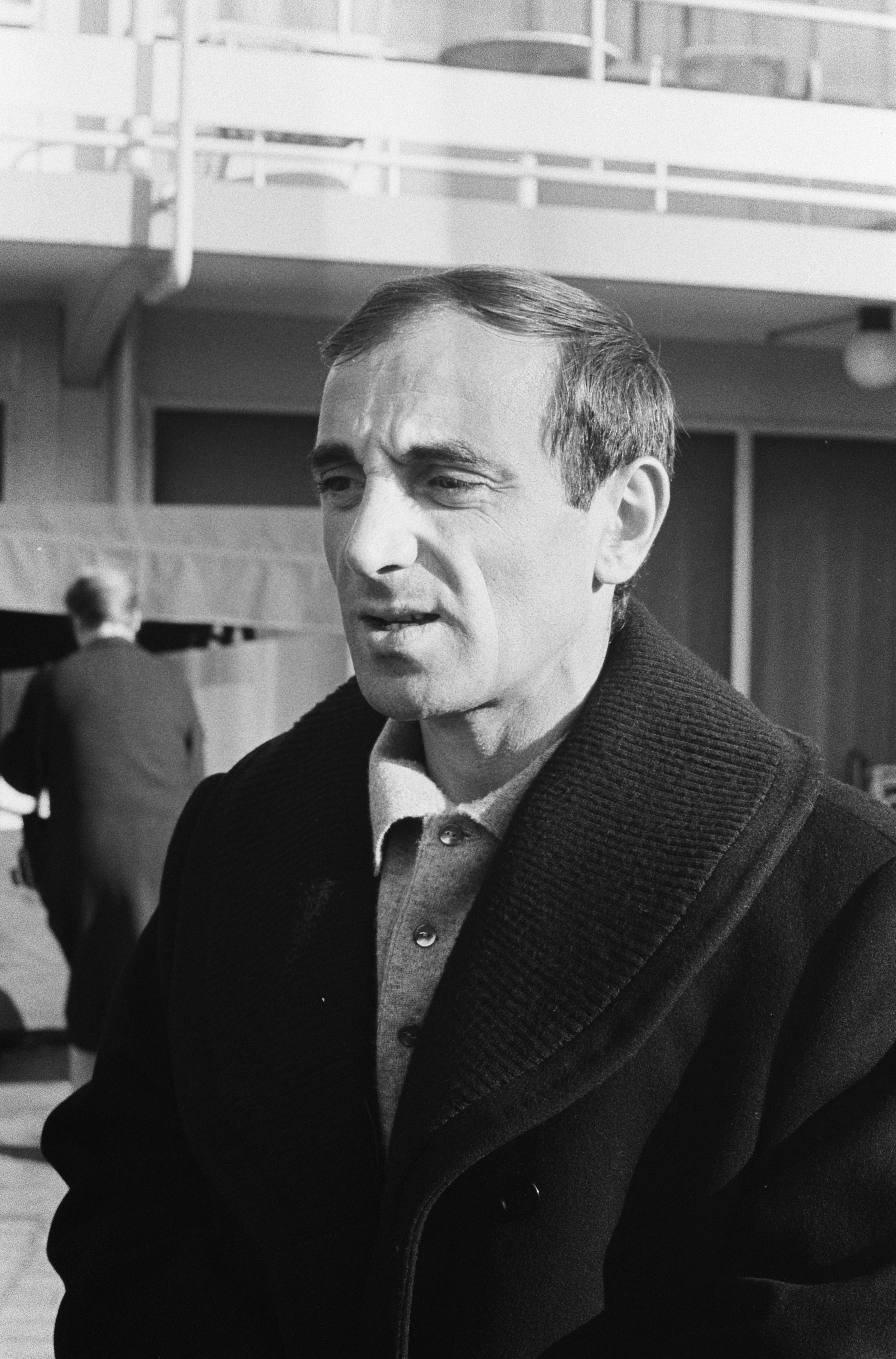
Aznavour v roce 1963

V roce 1970 Charles Aznavour zaznamenal obrovský úspěch ve Velké Británii, když jeho píseň She obsadila první místo britských hitparád. Další dobře známou písní na britských ostrovech je potom Dance in the Old Fashioned Way.
Aznavour byl obdivovatelem kanadského Québecu, kde hrál v montrealských kabaretech před tím, než se proslavil. Pomohl také k úspěchu quebecké textařce Lyndě Lemayové (* 1966) ve Francii.
Po ničivém zemětřesení v Arménii v roce 1988 založil Aznavour charitativní spolek Aznavour pro Arménii, se kterým vybíral peníze pro zemětřesením postižené oblasti. Se svým švagrem, Georgesem Garvarentzem, napsali píseň Pour Toi, Armenie, která zaujímala první místa hitparád po třináct týdnů. Zisky z honorářů šly do Arménie. V Jerevanu je po Aznavourovi pojmenováno náměstí. V roce 1995 byl Charles Aznavour jmenován vyslancem a stálým zástupcem při UNESCO v Arménii. Aznavour byl také členem Armenia Fund International Board of Trustees. Tato organizace poskytla více než 150 milionů dolarů na humanitární pomoc a rozvoj infrastruktury v Arménii po roce 1992. V roce 1997 dostal Aznavour nejvyšší francouzské státní vyznamenání – Řád čestné legie.
V anketě americké zpravodajské televizní stanice CNN a internetového deníku Time Online byl Charles Aznavour v roce 1998 zvolen za Největšího umělce století na celém světě. Hlasovalo pro něj 18 % lidí, předčil i Elvise Presleyho nebo Boba Dylana. Poté, co zemřel Frank Sinatra, byl Charles Aznavour považován za posledního z tzv. „Velkých“.

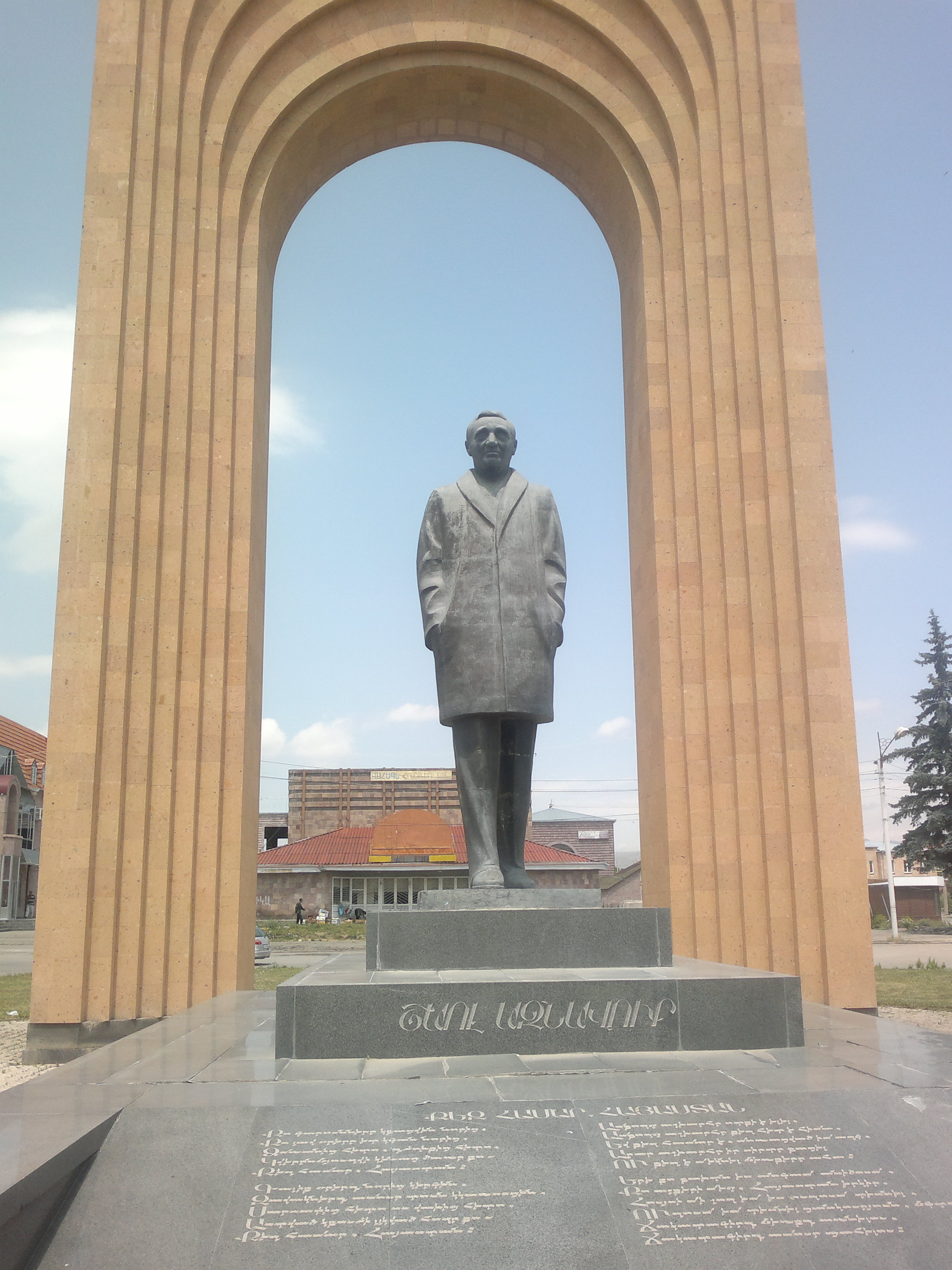
Pomník Charlese Aznavoura ve městě Gjumri, Arménie

Jeho písničky zpívalo mnoho osobností světové hudby – od Freda Astaira a Binga Crosbyho po například Raye Charlese nebo Lizu Minnelliovou (s tou Charles Aznavour nazpíval duet Mon emouvant amour). V roce 1974 nahrál americký jazzman Jack Jones album celé sestavené z písní Charlese Aznavoura nazvané Write Me A Love Song, Charlie, které bylo znovu vydáno v roce 2006. Pro film Notting Hill nahrál zase britský hudebník Elvis Costello slavnou Aznavourovu skladbu She. Písně Charlese Aznavoura také často zpívá jeho dobrý přítel, španělský tenor Plácido Domingo. Především pozoruhodnou a výjimečnou verzi Ave Maria z roku 1994, která se řadí k Aznavourovým vrcholům.
Na začátku podzimu 2006 Aznavour zahájil své rozlučkové turné koncerty v Kanadě a USA, doprovázen nadšenými ohlasy diváků i kritiků. Roku 2007 Aznavour zahájil turné v Japonsku a Asii. V druhé polovině roku 2007 viděla Paříž návrat Aznavoura na prkna Kongresového paláce, kde odehrál celkem 20 představení. Tyto koncerty byly dlouho dopředu vyprodané. Následovaly koncerty v Nizozemsku a Belgii a po zbytku Francie. Aznavour se tak loučil se svými posluchači. Jeho rozlučkové turné mělo trvat do roku 2010. Stále zpíval v mnoha jazycích bez pomoci techniky, která zpěvákovi zobrazuje text tak, aby to neviděli diváci.
Dne 30. září 2006 měl Aznavour koncert v Jerevanu, hlavním městě Arménie jako začátek „kulturní sezóny“ Arménie mon amie ve Francii.
V roce 2006 odcestoval 82letý Aznavour na Kubu, kde společně s Chucho Valdesem nahrál album Color ma vie, ovlivněné latinskoamerickými rytmy. Toto album pak představil na koncertě v Moskvě v dubnu 2007. Později, v červenci 2007, Aznavour zpíval na koncertě na slavném francouzském festivalu Vieilles Charrues Festival, kde zahrál své největší hity.
V únoru 2008 Aznavour dokončil turné v Portugalsku. V lednu 2008 se zúčastnil hudební soutěže francouzské televize Star Academy, kde si s jedním soutěžícím zazpíval svůj hit Emmenez-Moi. Na jaře 2008 se Aznavour vydal do Jižní Ameriky, kde měl množství koncertů v Argentině, Brazílii, Chile a Uruguayi.
V prosinci 2008 mu prezident Arménie udělil arménské občanství. Dne 7. února 2009 byl jmenován arménským velvyslancem ve Švýcarsku, kde zemi zastupoval také u OSN v Ženevě a dalších mezinárodních organizací.
V roce 2011 se na internetu rozšířila zpráva, že Aznavour zemřel. Ten však v reakci na to v radiu RTL s úsměvem prohlásil „Já nejsem mrtvý“. V témže roce ve věku 87 let uskutečnil řadu koncertů v pařížské Olympii.
V roce 2012 vystupoval v Montréalu, 2013 vydal album písní, které složil s Gilbertem Bécaudem v letech 1950–70.

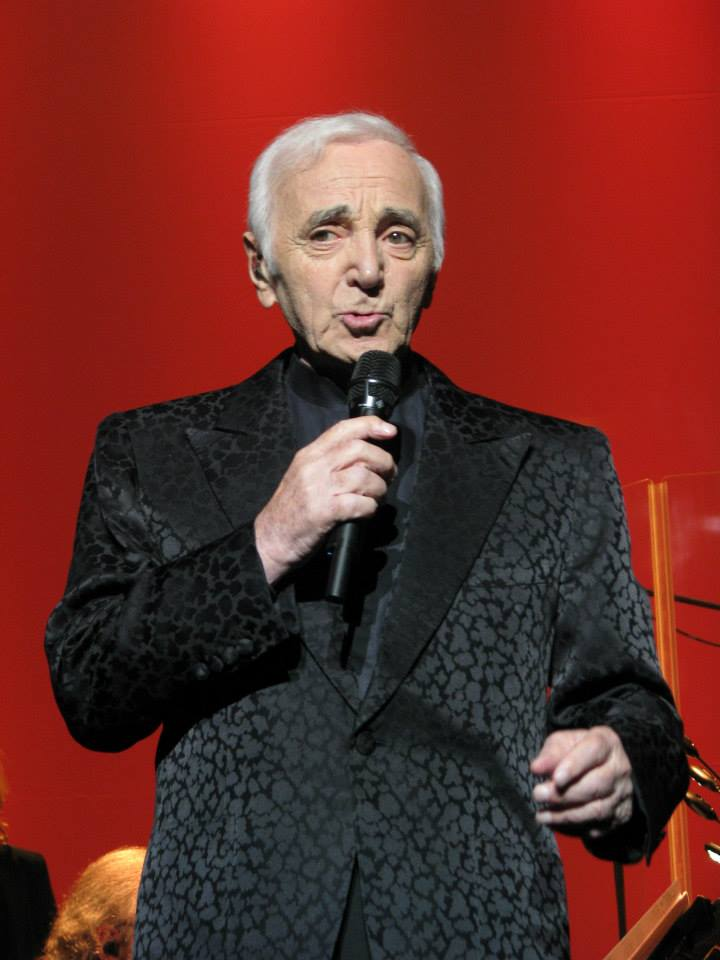
Charles Aznavour v roce 2014

V roce 2014 nazpíval v duetu s mladou francouzskou zpěvačkou Zaz na jejím albu píseň J´aime Paris au mois de mai a ke svým 90. narozeninám uspořádal celosvětové turné od Izraele přes Velkou Británii, Itálii, Polsko, USA až po Kanadu.
V květnu 2015, ve svých 91 letech, vydal album Encores.

### Charles Aznavour v Československu a v Česku
V bývalém Československu koncertoval Aznavour pouze jednou v Bratislavě v listopadu 1978. V Praze měl vystoupit již v roce 1969, koncert ale v souvislosti se smrtí Jana Palacha zrušil.
V létě 2001 (od 20. 6. do 3. 7.)  natáčel v Praze nízkorozpočtový TV film Angelina, kde ztvárnil v hlavní roli postavu Luciena. V roli vyléčené bývalé alkoholičky, která se živí taxikařením, si zahrála herečka Jana Švandová.
Dne 6. dubna 2016 vystoupil v pražském Kongresovém centru s programem, při kterém zazpíval nejznámější písně své hudební kariéry.
Ve dnech 15. a 16. března 2018 Aznavour opět navštívil Prahu. Dne 15. března se zúčastnil slavnostního zahájení Mezinárodního pražského filmového festivalu – Febiofest. Byla mu udělena cena Kristián za celoživotní přínos světové kinematografii. Dne 16. března vystoupil na koncertu v Kongresovém centru Praha v rámci světového turné, kde zazněly jeho nejznámější písně.
Odkaz na Aznavoura je i v písni Depeše, kterou nazpívala Marta Kubišová:
| „                        | …A přijď dolů na náš dvůr, stůj tam jak sám Aznavour. Stůj a zpívej mi kdo má koho rád… | “ |
| — Depeše, text Ivo Rožek |                                                                                         |   |

## Ceny a uznání
- 1971 – Zlatý lev na Benátském filmovém festivalu za italskou verzi písničky Mourir d'aimer
- 1971 – Edison Award
- 1995 – Velká medaile Francouzské akademie
- 1995 – Posel dobré vůle a stálý zástupce pro Arménii při UNESCO
- 1996 – Uveden do Síně slávy jako autor (viz The Songwriters Hall of Fame)[5]
- 1997 – Cena „Victorie“ v kategorii Muži (francouzské výroční hudební ceny)
- 1997 – César (národní filmová cena Francie)
- 1997 – Řád čestné legie (nejvyšší francouzské státní vyznamenání)
- 2004 – Národní hrdina Arménie (nejvyšší arménské státní vyznamenání)
- 2006 – Ocenění na 30. filmové festivalu v Káhiře

- Je po něm pojmenováno náměstí v Jerevanu, hlavním městě Arménie.
- V arménském městě Gjumri mu byla odhalena socha.

## Filmografie
- La Guerre des gosses (1936) — Extra
- Les Disparus de Saint-Agil (1938) (uncredited) — Un élève
- Adieu chérie (1946) (as Aznavour) — Le duettiste
- Entrez dans la danse (1948)
- Une gosse sensass' (1957) — Le chanteur
- Paris Music Hall (1957) — Charles
- La Tête contre les murs (1959) — Heurtevent
- Donchuáni, Les Dragueurs (1959) — Joseph Bouvier
- Pourquoi viens-tu si tard? (1959) — Un danseur
- Oh! Qué mambo (1959) (uncredited) — Un spectateur au cabaret
- Orfeova závěť, Le Testament d'Orphée, ou ne me demandez pas pourquoi! (1960) (uncredited) — The Curious Man
- Taxi do Tobruku, Un taxi pour Tobrouk (1960) — Samuel Goldmann
- Le Passage du Rhin (1960) — Roger
- Střílejte na pianistu, Tirez sur le pianiste (1960) — Charlie Kohler/Édouard Saroyan
- Gosse de Paris (1961)
- Les Lions sont lâchés (1961) — Charles, un convive de Marie-Laure
- Esame di guida – tempo di Roma (1962) — Marcello
- Horace 62 (1962) — Horace Fabiani
- Ďábel a desatero, Le Diable et les dix commandements (1962) — Denis Mayeux (epizoda „Homicide point ne seras“)
- Čtyři pravdy, Les Quatre vérités (1962) — Charles
- Les Vierges (1963) — Berthet
- Krysa z Ameriky, Le Rat d'Amérique (1963) — Charles
- Tomáš lhář, Thomas l'imposteur (1964)
- Velká nevěra, Alta infedeltà (1964) — Giulio (segment „Peccato nel Pomeriggio“)
- La Métamorphose des cloportes (1965) — Edmond
- Le Facteur s'en va-t-en guerre (1966) — Thibon
- Paris au mois d'août (1966) — Henri Plantin
- Caroline chérie (1968) — Postillon
- Candy (1968) — Hunchback juggler
- Čas vlků, Le Temps des loups (1969) — Inspector
- The Adventurers (1970) — Marcel Campion
- L'Amour (1970) — Le présentateur
- The Games (1970) — Pavel Vendek
- The Selfish Giant (1971) — vypravěč (francouzská verze)
- Un beau monstre (1971) — Inspector Leroy
- Part des lions (1971) — Éric Chambon
- Les Intrus (1972) — Charles Bernard
- Podzemní pevnost, The Blockhouse (1973) — Visconti
- Až tam nezbyl žádný, Ein Unbekannter rechnet ab (1974) — Michel Raven
- Jezdci po nebesích, Sky Riders (1976) — Insp. Nikolidis
- Folies bourgeoises (1976) — Dr. Lartigue
- Plechový bubínek, Die Blechtrommel (1979) — Sigismund Markus
- Ciao, les mecs (1979) — L'amnésique
- Kouzelný vrch, Der Zauberberg (1982) — Naphta
- Qu'est-ce qui fait courir David? (1982) — Léon, le père de David
- Kloboučníkovy přeludy, Les Fantômes du chapelier (1982) — Kachoudas
- Une jeunesse (1983) — Bellun
- Ať žije život, Viva la vie! (1984) — Édouard Takvorian
- Židovská známost, Yiddish Connection (1986) — Aaron Rapoport
- Mangeclous (1988) — Jérémie
- Il Maestro (1989) — Romualdi
- Charles Aznavour Armenia 1989 (1989)
- Vesnická léta, Les Années campagne (1992) — Le grand-père/Dědeček
- Pondichéry, dernier comptoir des Indes (1997) — Léo Bauman
- Le Comédien (1997) — Monsieur Maillard
- Laguna (2001)
- Pravda o Charliem, Truth About Charlie (2002) — sám sebe
- Ararat (2002) — Edward Saroyan
- Ennemis publics (2005)
- Mon colonel (2006) — Père Rossi